# Lyndis
Lyndis (Japans: リンディス, Lindis), ook wel bekend als Lyn (Japans: リン, Lin), is een personage in de computerspelserie Fire Emblem van Intelligent Systems. Ze maakte haar debuut als de protagonist in de Japanse strategie role-playing game Fire Emblem: The Blazing Blade op de Game Boy Advance in 2003.
Lyndis is een Sacaean, een nomadisch volk bekend om hun vaardigheid in zwaardgevechten, en zij is een edelvrouwe van Caelin aan moeders zijde. Met opvallend groen haar en sierlijke kleding straalt Lyn een aristocratische uitstraling uit die haar afkomst als edelvrouw van Caelin weerspiegelt. Haar verhaal volgt haar reis naar gerechtigheid en haar ontdekking van haar connectie met haar erfgoed. Lyn is een van de meest geliefde personages uit de Fire Emblem-serie en tevens de eerste vrouwelijke Lord in de franchise.

## Verschijningen

### Fire Emblem: The Blazing Blade
Lyn is geboren op de Sacaen-vlakten en vernoemd naar haar grootmoeder van moederskant. Ze is de dochter van Hassar, stamhoofd van de Lorca-stam, en Madelyn, dochter van Heer Hausen van Caelin. Opgegroeid met een vrolijke jeugd met haar ouders op de vlakten, leerde ze de zwaardkunst van haar vader. Tijdens haar jeugd bouwde ze een nauwe band op met de beginnende Pegasus Ridder Florina.
Vóór het begin van The Blazing Blade werden Lyn's ouders, samen met het merendeel van de Lorca-stam, door bandieten gedood. Lyn ontsnapte ternauwernood aan het vergiftigde drinkwater dat haar stam trof, dankzij de stervende inspanningen van haar vader. Ze werd bewusteloos gevonden op de vlakten door een andere Sacaen-stam en kwam tien dagen later weer bij bewustzijn. Ondanks haar positie als de dochter van het vorige stamhoofd, weigerden de overlevende stamleden Lyn te erkennen als de opvolger van het leiderschap van de Lorca vanwege haar vrouw-zijn. Hierdoor bleef Lyn alleen achter op de vlakten. Op het moment van deze gebeurtenissen was Lyn ongeveer 18 jaar oud.

### Overige verschijningen
Lyn verschijnt in Fire Emblem Heroes voor zowel Android als iOS. Fire Emblem Heroes is een gacha-spel waarin Lyn in verschillende vormen verschijnt. Naast haar oorspronkelijke vorm, genaamd Lyn, neemt ze ook andere gedaantes aan, zoals Ninja Lyn, Bridal Lyn en Legendary Lyn. Elke versie van Lyn heeft unieke aanvalskenmerken, variërend in wapens, magie en elementen.
Lyn verschijnt in Fire Emblem Warriors voor de Nintendo Switch en de New Nintendo 3DS. Spelers kunnen Lyn vrijspelen door het niveau Noble Lady of Caelin uit te spelen in de History Mode van het spel. Haar stem wordt ingesproken door Wendee Lee. Ze is geclassificeerd als Lord en kan gepromoveerd worden naar Blade Lord. Lyn maakt gebruik van de zwaarden Sol Katti en Mani Katti, die iconisch zijn uit Fire Emblem: The Blazing Blade.
Lyn verschijnt als een Assist Trophy in de Super Smash Bros.-serie sinds haar introductie in Super Smash Bros. Brawl uit 2008 voor de Nintendo Wii. In Super Smash Bros. wordt haar stem ingesproken door Lani Minella. Daarnaast verschijnt Lyn als een speelbaar personage in Fire Emblem Awakening via downloadbare content en als de Lady of the Plains; de Emblem of Blazing in Fire Emblem Engage.
In het ruilkaartspel Fire Emblem 0 Cipher van Intelligent Systems, dat liep van 25 juni 2015 tot en met 1 oktober 2020, verschijnt Lyn op 13 verschillende kaarten.